# ETTU Champions League 2023/24
Die ETTU Champions League 2023/24 war die 26. Austragung des internationalen Tischtennisturniers. Titelverteidiger 1. FC Saarbrücken konnte sich wie im Vorjahr im Finale gegen Rekordchampion Borussia Düsseldorf durchsetzen.

## Gruppenphase

### Erste Runde

#### Gruppe A
23. bis 24. September 2023
| Pl. | Verein                  | S | N | Spiele | Pkt. |
| --- | ----------------------- | - | - | ------ | ---- |
| 1   | TTC Wiener Neustadt     | 3 | 0 | 9:3    | 6    |
| 2   | Gwiazda Bydgoszcz       | 2 | 1 | 8:4    | 5    |
| 3   | STK Libertas Marinkolor | 1 | 2 | 5:8    | 4    |
| 4   | PTE PEAC Kalo-Meh       | 0 | 3 | 2:9    | 3    |

|            | Osterreich | Polen | Kroatien | Ungarn |
| ---------- | ---------- | ----- | -------- | ------ |
| Osterreich | —          | 3:2   | 3:1      | 3:0    |
| Polen      |            | —     | 3:1      | 3:0    |
| Kroatien   |            |       | —        | 3:2    |
| Ungarn     |            |       |          | —      |

#### Gruppe B
21. bis 22. September 2023
| Pl. | Verein               | S | N | Spiele | Pkt. |
| --- | -------------------- | - | - | ------ | ---- |
| 1   | SKST Havířov         | 2 | 1 | 7:4    | 5    |
| 2   | SF SKK El Niňo Praha | 2 | 1 | 7:5    | 5    |
| 3   | TTC Sokah Hoboken    | 2 | 1 | 7:5    | 5    |
| 4   | Roskilde Bordtennis  | 0 | 3 | 2:9    | 3    |

|            | Tschechien | Tschechien | Belgien | Danemark |
| ---------- | ---------- | ---------- | ------- | -------- |
| Tschechien | —          | 3:1        | 1:3     | 3:0      |
| Tschechien |            | —          | 3:1     | 3:1      |
| Belgien    |            |            | —       | 3:1      |
| Danemark   |            |            |         | —        |

#### Gruppe C
22. bis 24. September 2023
| Pl. | Verein                     | S | N | Spiele | Pkt. |
| --- | -------------------------- | - | - | ------ | ---- |
| 1   | HB Ostrav                  | 3 | 0 | 9:1    | 6    |
| 2   | SG Stockerau               | 2 | 1 | 7:4    | 5    |
| 3   | Top Spin Messina           | 1 | 2 | 3:6    | 4    |
| 4   | CSS-SZAK Odorheiu Secuiesc | 0 | 3 | 1:9    | 3    |

|            | Tschechien | Osterreich | Italien | Rumänien |
| ---------- | ---------- | ---------- | ------- | -------- |
| Tschechien | —          | 3:1        | 3:0     | 3:0      |
| Osterreich |            | —          | 3:0     | 3:1      |
| Italien    |            |            | —       | 3:0      |
| Rumänien   |            |            |         | —        |

#### Gruppe D
20. bis 21. September 2023
| Pl. | Verein                    | S | N | Spiele | Pkt. |
| --- | ------------------------- | - | - | ------ | ---- |
| 1   | SPG Wels                  | 3 | 0 | 9:2    | 6    |
| 2   | KS Orlicz 1924 Suchedniów | 2 | 1 | 8:4    | 5    |
| 3   | TTC Ostrava               | 1 | 2 | 4:7    | 4    |
| 4   | CTT Borges                | 0 | 3 | 1:9    | 3    |

|            | Osterreich | Polen | Tschechien | Spanien |
| ---------- | ---------- | ----- | ---------- | ------- |
| Osterreich | —          | 3:2   | 3:0        | 3:0     |
| Polen      |            | —     | 3:1        | 3:0     |
| Tschechien |            |       | —          | 3:1     |
| Spanien    |            |       |            | —       |

### Zweite Runde

#### Gruppe A
| Pl. | Verein               | S | N | Spiele | Pkt. |
| --- | -------------------- | - | - | ------ | ---- |
| 1   | 1. FC Saarbrücken    | 4 | 0 | 12:3   | 8    |
| 2   | AS Pontoise-Cergy TT | 2 | 2 | 9:6    | 6    |
| 3   | SKST Havířov         | 0 | 4 | 0:12   | 4    |

|             | Deutschland | Frankreich | Tschechien |
| ----------- | ----------- | ---------- | ---------- |
| Deutschland | —           | 3:1        | 3:0        |
| Frankreich  | 2:3         | —          | 3:0        |
| Tschechien  | 0:3         | 0:3        | —          |

#### Gruppe B
| Pl. | Verein           | S | N | Spiele | Pkt. |
| --- | ---------------- | - | - | ------ | ---- |
| 1   | TTC Neu-Ulm      | 4 | 0 | 12:2   | 8    |
| 2   | Bogoria Grodzisk | 2 | 2 | 8:7    | 6    |
| 3   | HB Ostrav        | 0 | 4 | 1:12   | 4    |

|             | Deutschland | Polen | Tschechien |
| ----------- | ----------- | ----- | ---------- |
| Deutschland | —           | 3:0   | 3:0        |
| Polen       | 2:3         | —     | 3:1        |
| Tschechien  | 0:3         | 0:3   | —          |

#### Gruppe C
| Pl. | Verein              | S | N | Spiele | Pkt. |
| --- | ------------------- | - | - | ------ | ---- |
| 1   | TTC Wiener Neustadt | 4 | 0 | 12:5   | 8    |
| 2   | KS Działdowo        | 2 | 2 | 9:8    | 6    |
| 3   | GV Hennebont        | 0 | 4 | 5:12   | 4    |

|            | Osterreich | Polen | Frankreich |
| ---------- | ---------- | ----- | ---------- |
| Osterreich | —          | 3:1   | 3:1        |
| Polen      | 2:3        | —     | 3:1        |
| Frankreich | 2:3        | 1:3   | —          |

#### Gruppe D
| Pl. | Verein              | S | N | Spiele | Pkt. |
| --- | ------------------- | - | - | ------ | ---- |
| 1   | Borussia Düsseldorf | 4 | 0 | 12:5   | 8    |
| 2   | SPG Wels            | 2 | 2 | 6:10   | 6    |
| 3   | Sporting Lissabon   | 0 | 4 | 4:12   | 4    |

|             | Deutschland | Osterreich | Portugal |
| ----------- | ----------- | ---------- | -------- |
| Deutschland | —           | 3:0        | 3:0      |
| Osterreich  | 0:3         | —          | 3:2      |
| Portugal    | 0:3         | 2:3        | —        |

## Finalrunde
Die Finalrunde wurde in diesem Jahr in Form eines Zwei-Tage-Turniers unter dem Namen „Final IV 2024“ ausgetragen. Veranstaltungsort war die Saarlandhalle in Saarbrücken.
Fürs Halbfinale konnten sich die drei deutschen Teams Borussia Düsseldorf, 1. FC Saarbrücken und TTC Neu-Ulm, sowie der TTC Wiener Neustadt aus Österreich qualifizieren. Die drei deutschen Teams waren bereits in der Vorjahressaison im Halbfinale, während der TTC Wiener Neustadt im letzten Jahr noch in der ersten Runde scheiterte.

### Halbfinale
| 31. März 2024 13:00 Uhr Bericht | Borussia Düsseldorf | 3:1 | TTC Wiener Neustadt | Saarlandhalle, Saarbrücken |  |
|                                 | Spieleübersicht     |     |                     |                            |  |
| Timo Boll                       | Timo Boll           | 3:0 | Frane Kojić         | 11:5, 11:5, 11:9           |  |
| Anton Källberg                  | Anton Källberg      | 0:3 | Ivor Ban            | 11:13, 9:11, 9:11          |  |
| Dang Qiu                        | Dang Qiu            | 3:0 | Aljaksandr Chanin   | 11:7, 11:8, 11:5           |  |
| Anton Källberg                  | Anton Källberg      | 3:0 | Frane Kojić         | 11:9, 11:8, 13:11          |  |

| 31. März 2024 17:00 Uhr Bericht | 1. FC Saarbrücken | 3:2 | TTC Neu-Ulm        | Saarlandhalle, Saarbrücken  |  |
|                                 | Spieleübersicht   |     |                    |                             |  |
| Darko Jorgić                    | Darko Jorgić      | 1:3 | Truls Möregårdh    | 10:12, 8:11, 13:11, 7:11    |  |
| Patrick Franziska               | Patrick Franziska | 3:0 | Dimitrij Ovtcharov | 11:4, 11:8, 11:5            |  |
| Eduard Ionescu                  | Eduard Ionescu    | 3:2 | Quadri Aruna       | 4:11, 11:9, 11:7, 8:11, 6:5 |  |
| Patrick Franziska               | Patrick Franziska | 1:3 | Truls Möregårdh    | 8:11, 12:10, 8:11, 10:12    |  |
| Darko Jorgić                    | Darko Jorgić      | 3:0 | Dimitrij Ovtcharov | 11:7, 11:4, 11:8            |  |

### Finale
| 1. April 2024 14:00 Uhr Bericht | Borussia Düsseldorf | 2:3 | 1. FC Saarbrücken | Saarlandhalle, Saarbrücken   |  |
|                                 | Spieleübersicht     |     |                   |                              |  |
| Dang Qiu                        | Dang Qiu            | 1:3 | Darko Jorgić      | 9:11, 4:11, 11:6, 11:13      |  |
| Anton Källberg                  | Anton Källberg      | 0:3 | Patrick Franziska | 1:11, 8:11, 6:11             |  |
| Timo Boll                       | Timo Boll           | 3:1 | Yūto Muramatsu    | 8:11, 11:8, 11:8, 11:6       |  |
| Dang Qiu                        | Dang Qiu            | 3:1 | Patrick Franziska | 6:11, 11:7, 11:8, 11:7       |  |
| Anton Källberg                  | Anton Källberg      | 2:3 | Darko Jorgić      | 8:11, 11:5, 11:8, 10:12, 3:6 |  |